# 固锝电子
苏州固锝电子股份有限公司（Good-Ark Electronics，深交所：002079），二极管生产商，每月产量可达250,000,000只，占世界产量的8%，其GPP园晶粒在十一个国家获得了专利。产品出口往43个国家和地区。获ISO-9002国际认证。

## 历史
公司的前身是苏州固得电子有限公司。2002年7月24日，经中华人民共和国对外经济贸易合作部外经贸资二函[2002]765号文件批准，固锝有限原股东苏州通博电子器材有限公司、香港润福贸易有限公司、香港宝德电子有限公司、苏州爱普电器有限公司和上海汇银(集团)有限公司作为发起人，以2001年12月31日经审计的净资产为依据，将苏州固锝电子有限公司整体变更为苏州固锝电子股份有限公司。